# Wally Heider Studios
Wally Heider Studios bylo nahrávací studio v kalifornském Los Angeles na 245 Hyde Street. Studio založil zvukový inženýr Wally Heider v roce 1969 a zrušeno bylo roku 1980.

## Nahrávaná alba
Alba jsou seřazena podle roku vydání, nikoliv nahrání.
1969
- Green River (Creedence Clearwater Revival)
- Crosby, Stills & Nash (Crosby, Stills & Nash)
- Volunteers (Jefferson Airplane)
- Shady Grove (Quicksilver Messenger Service)
- Zephyr (Zephyr)
- Neil Young (Neil Young)
- Everybody Knows This Is Nowhere (Neil Young & Crazy Horse)

1970
- Déjà Vu (Crosby, Stills, Nash & Young)
- Eric Burdon Declares "War" (Eric Burdon and War)
- Abraxas (Santana)
- Blows Against the Empire (Paul Kantner)
- American Beauty (The Grateful Dead)
- Portrait (The 5th Dimension)
- The Black-Man's Burdon (Eric Burdon and War)
- Cosmo's Factory (Creedence Clearwater Revival)
- Tarkio (Brewer & Shipley)
- Pendulum (Creedence Clearwater Revival)

1971
- Bark (Jefferson Airplane)
- Sunfighter (Paul Kantner & Grace Slick)
- Chilliwack (Chilliwack)
- Electric Warrior (T. Rex)
- If I Could Only Remember My Name (David Crosby)
- Songs for Beginners (Graham Nash)
- Tupelo Honey (Van Morrison)
- Shake Off the Demon (Brewer & Shipley)
- Guilty! (Eric Burdon & Jimmy Witherspoon)
- Grin (Grin)
- Papa John Creach (Papa John Creach)

1972
- Graham Nash David Crosby (Crosby & Nash)
- Long John Silver (Jefferson Airplane)
- Burgers (Hot Tuna)
- First Taste of Sin (Cold Blood)
- [1+1 (Grin)
- Rural Space (Brewer & Shipley)
- Come (1)
- Saint Dominic's Preview (Van Morrison)
- Toulouse Street (The Doobie Brothers)

1973
- Byrds (The Byrds)
- Head Hunters (Herbie Hancock)
- Baron von Tollbooth & The Chrome Nun (Paul Kantner, Grace Slick & David Frieberg)
- GP (Gram Parsons)
- Deliver the Word (War)
- Be What You Want To (Link Wray)
- Betty Davis (Betty Davis)
- Sextant (Herbie Hancock)
- Roger McGuinn (Roger McGuinn)

1974
- Grievous Angel (Gram Parsons)
- Manhole (Grace Slick)
- The Phosphorescent Rat (Hot Tuna)
- Early Flight (Jefferson Airplane)
- Dragon Fly (Grace Slick, Paul Kantner & Jefferson Starship)
- Quah (Jorma Kaukonen)
- What Were Once Vices Are Now Habits (The Doobie Brothers)
- ST11621 (Brewer & Shipley)
- Look at the Fool (Tim Buckley)
- The Heart of Saturday Night (Tom Waits)
- Southern Comfort (The Crusaders)
- Peace on You (Roger McGuinn)

1975
- America's Choice (Hot Tuna)
- Red Octopus (Jefferson Airplane)
- Yellow Fever (Hot Tuna)
- The Tubes (The Tubes)
- Tale Spinnin' (Weather Report)
- Chain Reaction (The Crusaders)
- Adventures in Paradise (Minnie Riperton)
- Atlantic Crossing (Rod Stewart)
- Song for America (Kansas)
- Saturday Night Special (Norman Connors)
- Steppin' (Pointer Sisters)
- Venus and Mars (Wings)
- Coke (Coke Escovedo)
- Angel (Angel)

1976
- Spitfire (Jefferson Starship)
- Heritage (Eddie Henderson)
- Hoppkorv (Hot Tuna)
- Amigos (Santana)
- Small Change (Tom Waits)
- Salongo (Ramsey Lewis)

1977
- American Stars 'n Bars (Neil Young)
- Having a Party (Pointer Sisters)
- Thunderbyrd (Roger McGuinn)
- Legs Diamond (Legs Diamond)

1978
- Earth (Jefferson Starship)
- Do It All Night (Curtis Mayfield)
- Comes a Time (Neil Young)
- Jass-Ay-Lay-Dee (Ohio Players)
- Streamline (Lenny White)
- Twin Sons of Different Mothers (Dan Fogelberg & Tim Weisberg)

1980
- Heartattack and Vine (Tom Waits)

1981
- Law and Order (Lindsey Buckingham)

1982
- One from the Heart (Tom Waits & Crystal Gayle)
- Right Back At Cha! (Dynasty)